# Lahardane
Lahardane (irlandês - Leathardán) é uma pequena vila localizada no Condado de Mayo, Irlanda. Junto ao Lough Conn e Nephin, e perto das cidades de Crossmolina, Castlebar e Ballina. A sua população é de cerca de 500.772, mas crescendo rapidamente devido a novos conjuntos habitacionais.